# Schulzentrum Syke

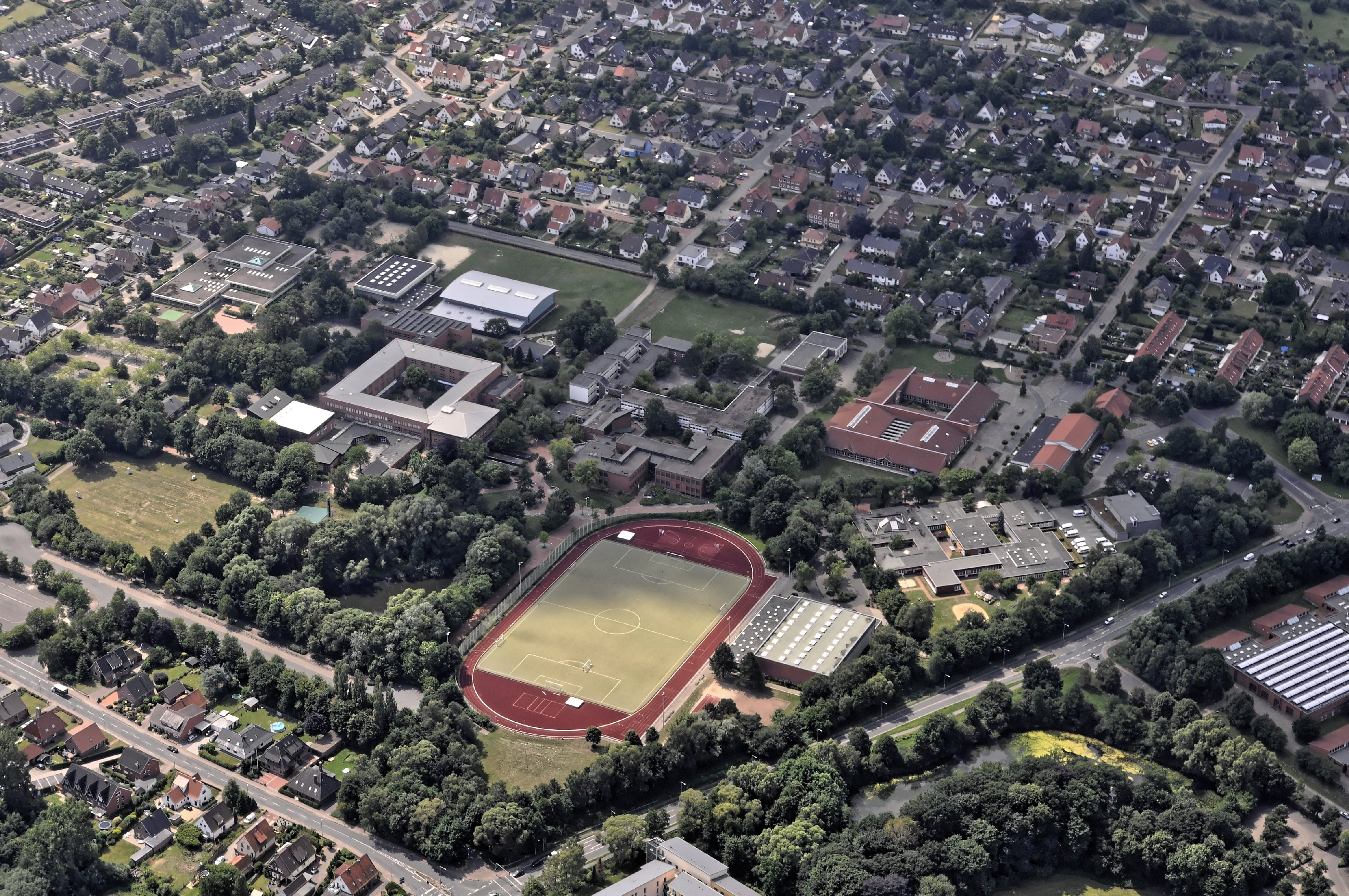
Schulzentrum Syke (2015). Das silbrig glänzende Carré in der Bildmitte ist das Gymnasium Syke, links oben davon liegt die Grundschule Am Lindhof. Die große hellgrüne, rot umgebene Fläche ist das Hachestadion, rechts daneben liegt die Syker Olympiahalle und rechts darüber die Tagesbildungsstätte Erlenschule.

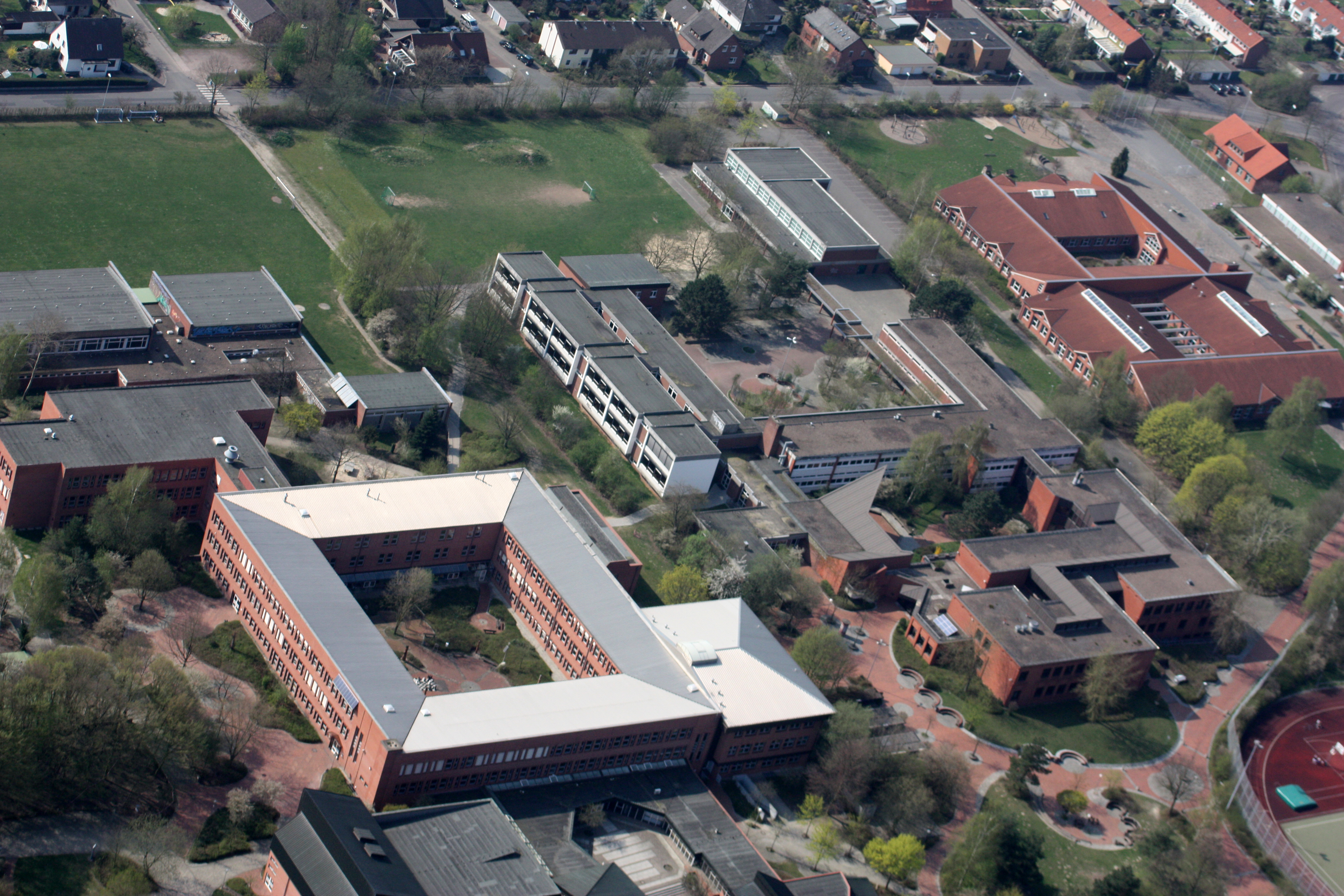
Schulzentrum Syke (2010). Rechts vom silbrig glänzenden Carré des Gymnasiums Syke befindet sich die Realschule und darüber die Hauptschule Am Riederdamm. Rechts davon – mit roten Dächern – liegt das Pflegekompetenzzentrum und ganz oben rechts das Medienzentrum des Landkreises Diepholz in Syke

Das Schulzentrum Syke befindet sich in der Kernstadt Syke im niedersächsischen Landkreis Diepholz. Es erstreckt sich zwischen der Ernst-Boden-Straße (= L 333) im Norden und der Lindhofstraße im Süden, zwischen der Straße Am Riederdamm im Westen und der Schloßweide im Osten. Es wird von der La-Chartre-Straße durchquert.

## Schulen im Schulzentrum
| Bezeichnung                                           | Bild           | Standort                                                     | Neubau & Erweiterungsbauten | Schulträger        | Zahl der Lehrkräfte & SchülerInnen | Website / weitere Informationen                                                        |
| ----------------------------------------------------- | -------------- | ------------------------------------------------------------ | --------------------------- | ------------------ | ---------------------------------- | -------------------------------------------------------------------------------------- |
| Grundschule Am Lindhof                                | weitere Bilder | Lindhofstraße 6 (Lage)                                       |                             | Stadt Syke         |                                    |                                                                                        |
| Gymnasium Syke                                        | weitere Bilder | La-Chartre-Str. 3 (Lage)                                     |                             | Landkreis Diepholz | ca. 100 / ca. 1250                 |                                                                                        |
| Hauptschule Am Riederdamm                             | weitere Bilder | Am Riederdamm (Lage)                                         |                             |                    |                                    | vorher mit Orientierungsstufe                                                          |
| Kreismusikschule, Neubau 2023, „Unterrichtsgebäude 2“ | weitere Bilder | La-Chartre-Str. 2 (zwischen Gymnasium und Busbahnhof) (Lage) | 2023                        | Landkreis Diepholz | 50 Lehrkräfte                      | Die Geschäftsstelle (Schulleitung und Verwaltung) befindet sich in der Herrlichkeit 24 |
| Kreismusikschule, „Unterrichtsgebäude 1“              | weitere Bilder | La-Chartre-Str. 3 (im Gymnasiums-Komplex) (Lage)             |                             | Landkreis Diepholz |                                    |                                                                                        |
| Pflegekompetenzzentrum Syke (= PflegeAkademie)        | weitere Bilder | La-Chartre-Str. 13 (Lage)                                    |                             |                    | 115 SchülerInnen                   | , gehört zur BBS Syke. Vorher befand sich im Gebäude die Hacheschule.                  |
| Realschule Syke                                       | weitere Bilder | La-Chartre-Str. 7 (Lage)                                     |                             | Stadt Syke         | 36 / ca. 630                       |                                                                                        |
| Tagesbildungsstätte Erlenschule                       | weitere Bilder | La-Chartre-Str. 10 (Lage)                                    |                             |                    |                                    |                                                                                        |

Der Komplex der BBS Syke liegt nördlich der L 333 zu beiden Seiten der Straße An der Weide. Die Luise-Chevalier-Schule (= Schule an der Ferdinand-Salfer-Straße) befindet sich am nördlichen Rand der Kernstadt Syke, direkt südlich an der Ferdinand-Salfer-Straße zwischen der westlich verlaufenden Bahnstrecke Bremen-Osnabrück und der östlich verlaufenden Gesseler Straße.

## Sonstiges
| Bezeichnung                                                                                 | Bild           | Standort                                 | Neubau & Erweiterungsbauten | Träger der Einrichtung | Website / weitere Informationen |
| ------------------------------------------------------------------------------------------- | -------------- | ---------------------------------------- | --------------------------- | ---------------------- | --- |
| Theater der Stadt Syke                                                                      | weitere Bilder | La-Chartre-Str. 1 (Lage)                 |                             |                        | |
| Olympiahalle                                                                                | weitere Bilder | La-Chartre-Straße 8 (Lage)               |                             |                        | |
| Hachestadion                                                                                | weitere Bilder | La-Chartre-Straße 8 (Lage)               |                             |                        | |
| Medienzentrum des Landkreises Diepholz in Syke (frühere Bezeichnung: Kreisbildstelle Syke); | weitere Bilder | La-Chartre-Str. 11 (Lage)                |                             | Landkreis Diepholz     | |
| Busbahnhof an der Schloßweide                                                               | weitere Bilder | hinter Schloßweide 20 (Lage)             |                             |                        | Weitere Parkplätze befinden sich an der Lindhofstraße und an der Straße Am Riederdamm. |
| „Steinwiese“ (Steinplatz)                                                                   | weitere Bilder | zwischen Gymnasium und Busbahnhof (Lage) |                             |                        | Auf der sog. „Steinwiese“ fand 1991 ein Bildhauersymposion in Syke statt unter dem Titel Formen für Europa – Formen aus Stein. Sechs Bildhauer aus fünf Nationen (Miguel Ausili, Ioanna Filippidu, Janez Lenassi, Louis Niebuhr, Jiri Seifert, Werner Stötzer) schufen sechs Marmorskulpturen, die auf dem auch Steinplatz genannten Gelände ihren Platz fanden. (Siehe auch Syke#Kunst im öffentlichen Raum). 2023 wurde auf dem Platz ein Neubau der Kreismusikschule mit Unterrichts- und Veranstaltungsräumen eingeweiht. |